# Tricentra flavimarginata
Tricentra flavimarginata är en fjärilsart som beskrevs av W. Warren 1900. Tricentra flavimarginata ingår i släktet Tricentra och familjen mätare. Inga underarter finns listade i Catalogue of Life.